# Junior Alegría
Junior Jimmy Alegría Serván (Lima, Perú, 4 de octubre de 1992) es un jugador de futsal y exfutbolista peruano con residencia francesa. Juega como mediocampista ofensivo y defensa. Su equipo actual es el Montjoly FC de la R1 Futsal, la liga más importante de fútbol sala de Guayana Francesa. Es internacional con la selección de futsal de Guayana Francesa. Tiene 32 años.

## Trayectoria
Alegría inició en el fútbol en el 2010, tras pasar unas pruebas en las divisiones inferiores del Sporting Cristal. No obstante, solo estuvo unos meses y continuó su etapa formativa en el Cobresol FBC y más adelante en el Total Chalaco. En el club porteño, le ofrecieron jugar la Segunda División 2011; pero no aceptó la propuesta. Debutó en el fútbol mayor al defender después al Alianza Huacoy de la Copa Perú, quedándose allí unos meses.
Alegría, a fines de ese año, fue invitado a continuar su carrera futbolística en Guayana Francesa. Fue a probarse al US Matoury, equipo en el cual desarrolló toda su carrera como futbolista hasta el 2018. También, con el equipo francoguayanés, tuvo la oportunidad de jugar la Copa de Francia.
De 2016 a 2018, Alegría jugaba futsal y fútbol a la vez; pero al culminar su contrato en 2018 con US Matoury, se dedicó únicamente a jugar fútbol sala en la R1 (Primera División de fútbol sala de Guayana Francesa). Defendió en 2016, a los equipos Themire y Ruban Noir; de 2017 a 2018, a Montsinery y de 2019 hasta la actualidad, juega en el Montjoly FC.

## Selección nacional
En 2018, tras ya dedicarse únicamente al futsal y gracias a sus buenas actuaciones, fue convocado por la selección de futsal de Guayana Francesa. Su debut con la selección se produjo el 4 de octubre de 2018, en un torneo amistoso en el cual enfrentaron a la 
selección de Guatemala, perdiendo 4-3. Alegría ha jugado un total de 5 partidos con la selección francoguayanense y ha anotado 3 goles.

## Clubes

### Como futbolista
| Club           | País             | Año         |
| -------------- | ---------------- | ----------- |
| Alianza Huacoy | Perú             | 2011        |
| US Matoury     | Guayana Francesa | 2011 - 2018 |

### Como jugador de futsal
| Club        | País             | Año               |
| ----------- | ---------------- | ----------------- |
| Themire     | Guayana Francesa | 2016              |
| Ruban Noir  | Guayana Francesa | 2016              |
| Montsinery  | Guayana Francesa | 2017 - 2018       |
| Montjoly FC | Guayana Francesa | 2019 - Actualidad |

## Palmarés

### Campeonatos nacionales
| Título                      | Club        | País             | Año  |
| --------------------------- | ----------- | ---------------- | ---- |
| División de Honor           | US Matoury  | Guayana Francesa | 2014 |
| División de Honor           | US Matoury  | Guayana Francesa | 2016 |
| División de Honor           | US Matoury  | Guayana Francesa | 2017 |
| Copa de la Guayana Francesa | US Matoury  | Guayana Francesa | 2013 |
| Copa de la Guayana Francesa | US Matoury  | Guayana Francesa | 2015 |
| R1 Futsal                   | Montsinery  | Guayana Francesa | 2018 |
| R1 Futsal                   | Montjoly FC | Guayana Francesa | 2019 |

### Distinciones individuales
| Distinción                                    | Año  |
| --------------------------------------------- | ---- |
| Mejor jugador de los play-off de la R1 Futsal | 2018 |
| Mejor jugador del Montjoly FC                 | 2019 |